# Gasoline Stars
Gasoline Stars är en svensk hårdrockgrupp från Göteborg som bildades 2012. Initiativtagare till gruppen var Daniel Almqvist, sångare i bandet. 
Bandets debutalbum, Good Looks, Bad Behaviour, gavs ut 2014 via skivbolaget Rambo Music.
Gruppen består av tre medlemmar där alla är från Västra Götalands län.

## Medlemmar
Nuvarande medlemmar
- Daniel Almqvist – sång (2012–idag)
- Timmy Kan – basgitarr (2012–idag)
- Christoffer Almqvist – trummor (2014–idag)

Tidigare medlemmar
- Pontus Gustafsson – gitarr (2012–2015)[1]
- Rasmus Carlsson – trummor (2012–2014)

## Diskografi
Studioalbum
- 2014 – Good Looks, Bad Behaviour

EP
- 2012 – Loud n' Furious

Singlar
- 2012 – "Weekend"
- 2014 – "Hit It Like You Mean It"